# Proprium
Proprium (łac. proprius znaczy własny) – w liturgii rzymskokatolickiej zbiorcze określenie tych jej części (tekstów), które – w odróżnieniu od ordinarium – z zasady podlegają zmianie w zależności od różnych okresów roku liturgicznego i okazji, dla których sprawowany jest obrzęd. Polskim odpowiednikiem tego łacińskiego terminu jest określenie części zmienne.
Duża część z nich jest specyficzna dla danego święta (a zatem używa się ich tylko raz do roku), inne zaś bywają wykorzystywane przy różnych świętach zbliżonych do siebie w charakterze (np. świętych męczenników, biskupów).
Mianem proprium określa się na przykład części zmienne mszy (proprium missae), które są właściwe dla:
- danego okresu bądź święta w roku liturgicznym (proprium de tempore),
- wspomnienia liturgicznego postaci otoczonych kultem świętych (proprium de sanctis).